# 熊本工業短期大学
熊本工業短期大学（くまもとこうぎょうたんきだいがく、英語: Kumamoto Technical Junior College）は、熊本県熊本市池田町2332に本部を置いていた日本の私立大学である。1965年に設置され、1969年に廃止された。大学の略称は熊工短。

## 概要

### 大学全体
- 学校法人君が淵学園により1965年[2]、熊本県熊本市内に設置された日本の私立短期大学。電子工学科のみの単科短大で入学定員100名となっていた[3]。
- 予て設置計画されていた四年制大学への水増しが決定されたため、1966年度入学生を最後に[注 2]1968年度末で短期大学としての使命を終える[4]。

### 教育および研究
- 右記を参照[5]

## 沿革

### 略歴
- 1949年3月 君が淵電波塾が設立される[6]。
- 1949年4月 君が淵電波学院に改称[6]。
- 1953年 君が淵電波専門学校として認可[6]。
- 1961年
  - 2月28日 左記を以て学校法人君が淵学園が設立される[7]。
- 1965年
  - 1月25日 左記を以て文部省[注 3]より、短期大学の設置が認可される[8]。
  - 4月1日 左記を以て熊本工業短期大学が電子工学科のみの1学科体制で開学[8]。
  - 4月22日 熊本工業短期大学の第1回入学式が挙行される[9]
- 1965年4月 君が淵工業高等学校と改称。
- 1966年 最後の学生募集となる[注 2]。
- 1969年
  - 3月31日 左記を以て短期大学としての使命を終える[注 4]。

## 基礎データ

### 所在地
- 熊本県熊本市池田町2332[注 1]

### 年度別学生数
- 各年の学生数はその該当年度の5月1日時点でのデータである。

| -      | 入学定員 | 総定員 | 学生数    | 出典            |
| ------ | -------- | ------ | --------- | --------------- |
| 1965年 | 100      | 100    | 男73 女13 | [ 10 ]          |
| 1966年 | 100      | 200    | 男175 女7 | [ 11 ] [ 注 5 ] |
| 1967年 | 100      | 100    | 男84 女2  | [ 12 ]          |
| 1968年 | -        | -      | 男3 女0   | [ 13 ]          |

## 教育および研究

### 組織

#### 学科
- 電子工学科 入学定員100名[14]

#### 専攻科
- なし

#### 別科
- なし

#### 取得資格について
- 中学校教諭二級免許状（技術）を置いていた[15]。

## 大学関係者と組織

### 大学関係者一覧

#### 大学関係者
- 中山義崇：当短大学長[16][17]

## 対外関係

### 系列校
- 君が淵工業高等学校